# Ke arteko egunak
Ke arteko egunak (Dies de fum) és una pel·lícula basca realitzada per Antxon Ezeiza el 1989. En el seu temps, va ser la quarta pel·lícula més vista de la història amb diàlegs en basc: va tenir 51.663 espectadors, amb una recaptació de 103.536,43 €.

## Argument
Vint anys després, Pedro Sansinena torna al País Basc. Fa temps que és a Mèxic i hi va anar perquè l'entorn era sufocant. Quan torna a Donostia, troba un món ben diferent, molt diferent del que va conèixer en la seva joventut. Aquesta incapacitat d'adaptació, la seva vellesa i els seus problemes amb l'alcohol el converteixen en una persona solitària i distant. En una ciutat castigada pel conflicte basc, camina d'un lloc a un altre, lamentablement. Comença una relació amb la Lourdes, comença a buscar la família que va deixar fa temps, ara, té una filla pres polític... Però tots els esforços són en va. No aconsegueix reincorporar-se a la societat que va deixar vint anys abans.
Algunes de les circumstàncies que se li van fer insuportables segueixen i hi ha altres circumstàncies noves.

## Repartiment
- Pedro Armendáriz Jr.
- Patxi Biskert
- Teresa Calo
- Xabier Elorriaga
- Elena Irureta
- Iro Landaluze
- Elene Lizarralde
- Pilar Rodríguez
- Jose Ramon Soroiz
- Carlos Zabala
- Ikerne Letamendi
- Patxi Ugalde

## Premis
Va obtenir el Premi Sant Sebastià del Festival Internacional de Cinema de Sant Sebastià 1989. Fou la primera pel·lícula en basc que concursava en aquest festival.